# Panamerikanische Spiele 2003/Teilnehmer (Uruguay)
| Gelbes Symbol für Goldmedaillen mit stilisierten Olympischen Ringen | Graues Symbol für Silbermedaillen mit stilisierten Olympischen Ringen | Braundes Symbol für Bronzemedaillen mit stilisierten Olympischen Ringen |
| ------------------------------------------------------------------- | --------------------------------------------------------------------- | ----------------------------------------------------------------------- |
| 3                                                                   | 1                                                                     | 5                                                                       |

Uruguay nahm an den XIV. Panamerikanischen Spielen 2003 in Santo Domingo mit einer Delegation von 99 Sportlern teil. Mindestens eine weitere Sportlerin ergänzte das Team für die Demonstrationssportart Fitness.
Die uruguayischen Sportler gewannen im Verlauf der Spiele insgesamt neun Medaillen, davon drei Goldene, eine Silberne sowie fünf Bronzene.

## Teilnehmer nach Sportarten

### Basketball
- Emiliano Tabeada
- Gustavo Szczgielsky
- Mauricio Aguiar
- Luis Silvera
- Alejandro Muro
- Esteban Batista
- Trelonnie Owens
- Gastón Paez
- Leandro García
- Alejandro Pérez
- Sebastián Leguizamón
- Nicolás Mazzaino

### Bowling
- Roberto Barañano
- Luis Alberto Benasús

### Eislauf
- Lorena Deleón

### Fechten
- Diego Silvera

### Gewichtheben
- Edward Silva

### Handball

#### Damenmannschaft
- Sofía Griot
- Victoria Graña
- Verónica Castro
- Silvana De Armas
- Jussara Castro
- Ivanna Scavino
- N’Haloy Laicouschi
- Lorena Estefanell
- Mariana Fleitas
- Cecilia Schwedt
- Marcela Schelotto
- Florencia Polcaro
- María Noel Uriarte
- Mercedes Amor
- María Inés Terragno
  - Die uruguayische Damenmannschaft belegte den 3. Platz (Bronze)

#### Herrenmannschaft
- Gonzalo Gamba
- Nicolás Laurino
- Carlos Pintos
- Juan Andrés Venturini
- Nicolás Orlando
- Pablo Poggio
- Hernann Wenzel
- Juan Faustino Correa
- Maximiliano Gratadoux
- Diego Viacava
- Manuel Ríos
- Mario Sánchez
- Christian Van Rompaey
- Javier Fradiletti
- Juan Pablo Queirolo

### Hockey

#### Damenmannschaft
- Andrea Fazzio
- Patricia Carluccio
- Carolina Mutilva
- María Carla Margni
- Ma. Bettiana Ceretta
- Lorena Margni
- Anna Karina Bissignano
- María Noel Pérez
- Patricia Bueno
- Ana Inés Hernández
- Mariana Ríos
- María Eugenia Chiara
- María Inés Arigón
- Virginia Casabó
- Adriana Boullosa
- María Bouzas
  - Die uruguayische Damenmannschaft belegte den 3. Platz (Bronze)

### Judo
- Alvaro Pasaeyro
- Milton Terra

### Kanu
- Darwin Correa
Einer C1 / 1000 Meter: 3. Platz (Bronze)
- Marcelo D’Ambrosio

### Leichtathletik
- Deborah Gyurcsek
- Mónica Falcioni
- Heber Viera

### Pelota
- Pablo Baldizán
Lederball: 3. Platz (Bronze)
- Huber Hernández
Lederball: 3. Platz (Bronze)
- Alvaro Medina
Lederball: 3. Platz (Bronze)
- Carlos Buzzo

### Radsport
- Milton Wynants
Punktefahren: 1. Platz (Gold)
Straßenrennen: 1. Platz (Gold)
- Luis Martínez
- Tomás Margalef

### Rudern
- Rodolfo Collazo
Vierer: 2. Platz (Silber)
- Rúben Scarpatti
Vierer: 2. Platz (Silber)
- Leandro Salvagno
Vierer: 2. Platz (Silber)
- Oscar Medina
Vierer: 2. Platz (Silber)

### Schießen
- Carolina Lozado

### Schwimmen
- Paul Kutscher
- Serrana Fernández
- Francisco Picasso

### Segeln
- Miguel Aguerre
- Andrés Isola
- Santiago Silveira
Snipe: 3. Platz (Bronze)
- Nicolás Shabán
Snipe: 3. Platz (Bronze)

### Taekwondo
- Mayko Votta

### Tennis
- Marcel Félder
- Lucía Migliarini
- Martín Vilarrubí

### Triathlon
- Guillermo Nantes

### Turnen
- Carmen Laurino

### Volleyball
- Alejandra Porteiro
- Guillermo Williman
- Fernanda Herrera
- Gerardo Peralta

### DemonstrationswettbewerbFitness
- Marta Aiguar
1. Platz (Gold)